# Холокост в Дятловском районе
Холокост в Дя́тловском районе — систематическое преследование и уничтожение евреев на территории Дятловского района Гродненской области оккупационными властями нацистской Германии и коллаборационистами в 1941—1944 годах во время Второй мировой войны, в рамках политики «Окончательного решения еврейского вопроса» — составная часть Холокоста в Белоруссии и Катастрофы европейского еврейства.

## Геноцид евреев в районе
Дятловский район был полностью оккупирован немецкими войсками к концу июня 1941 года, и оккупация продлилась более трёх лет — до 10 июля 1944 года.
Нацисты включили Дятловский район в состав территории, административно отнесённой в состав рейхскомиссариата «Остланд» генерального округа Белорутения.

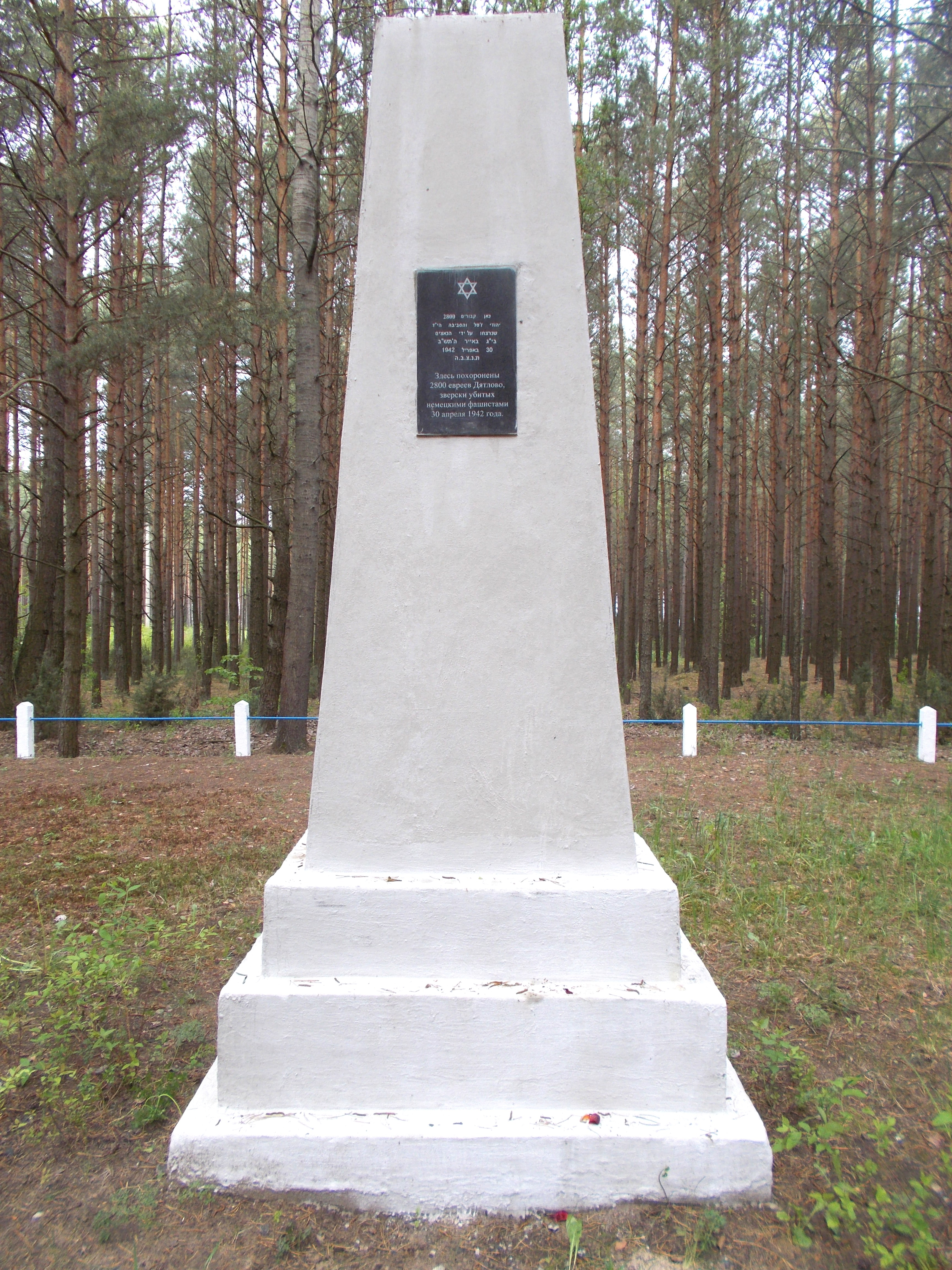
Памятник евреям Дятлово

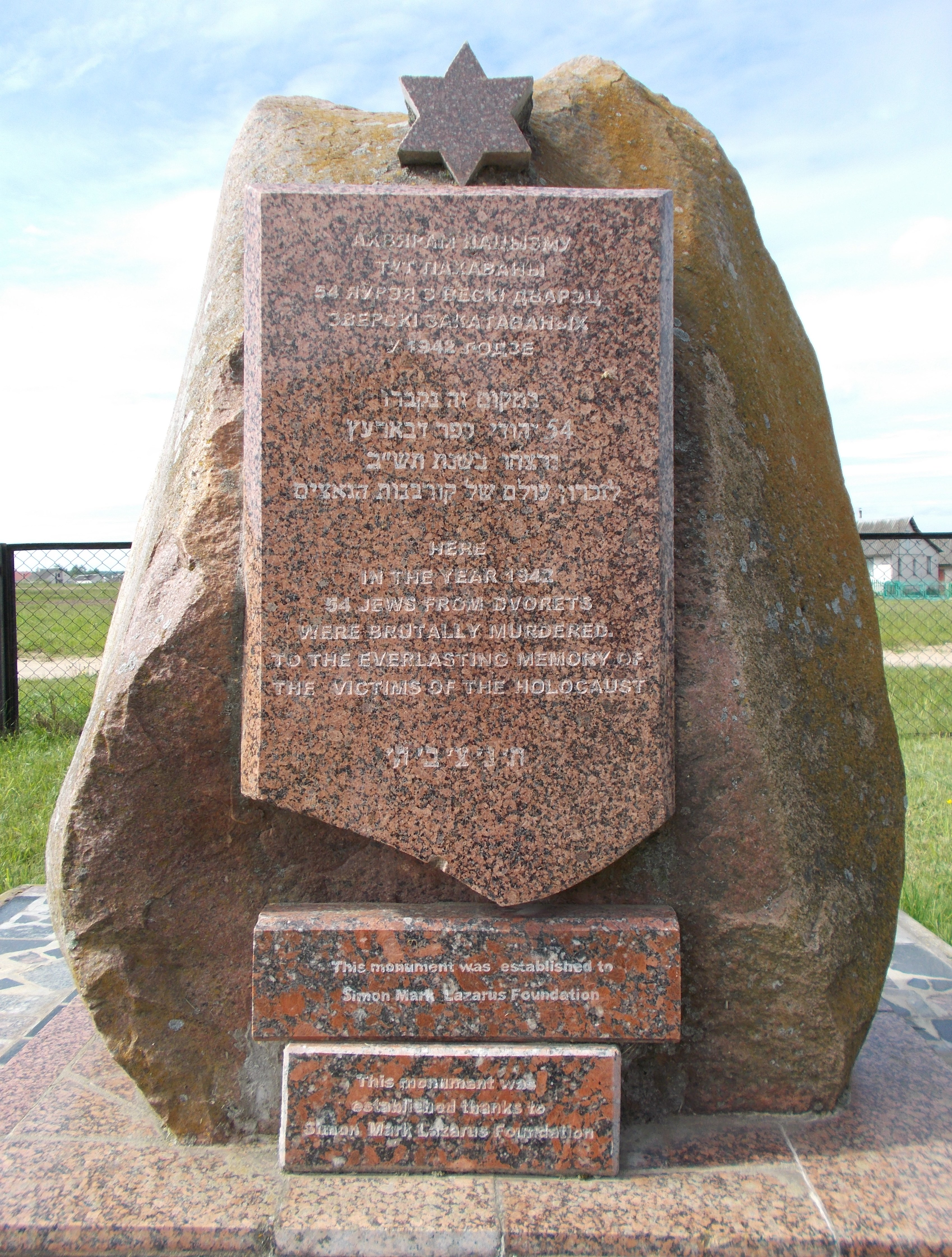
Памятник евреям Дворца

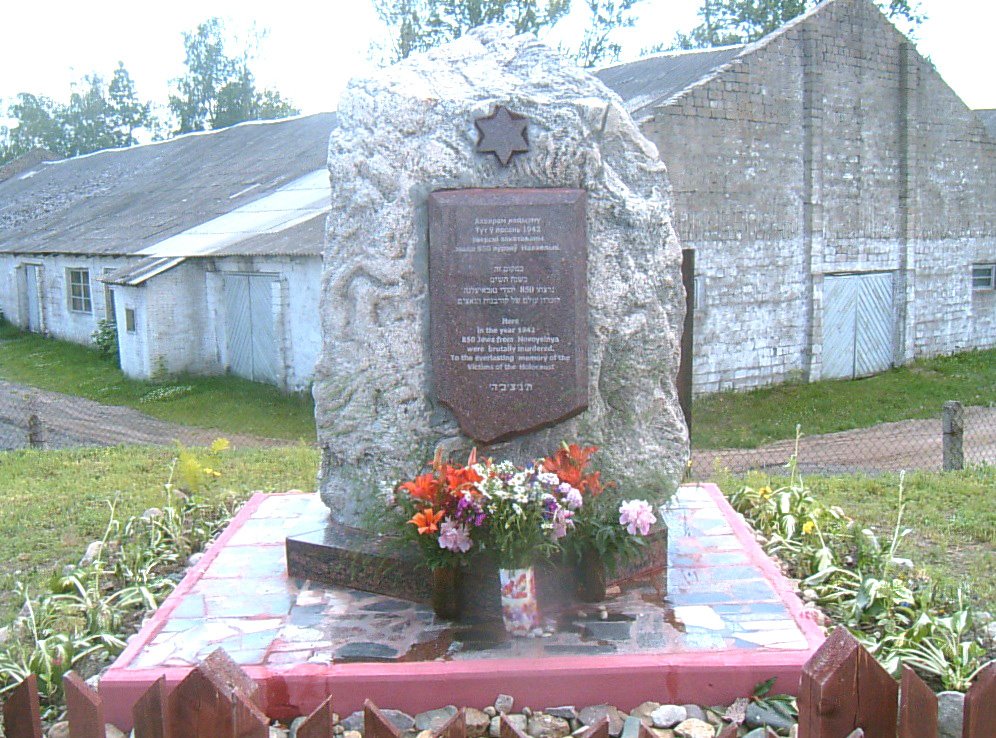
Памятник евреям Новоельни

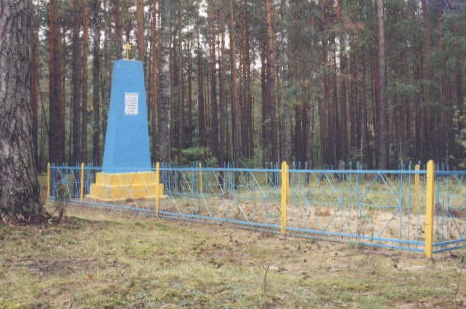
Памятник евреям Козловщины

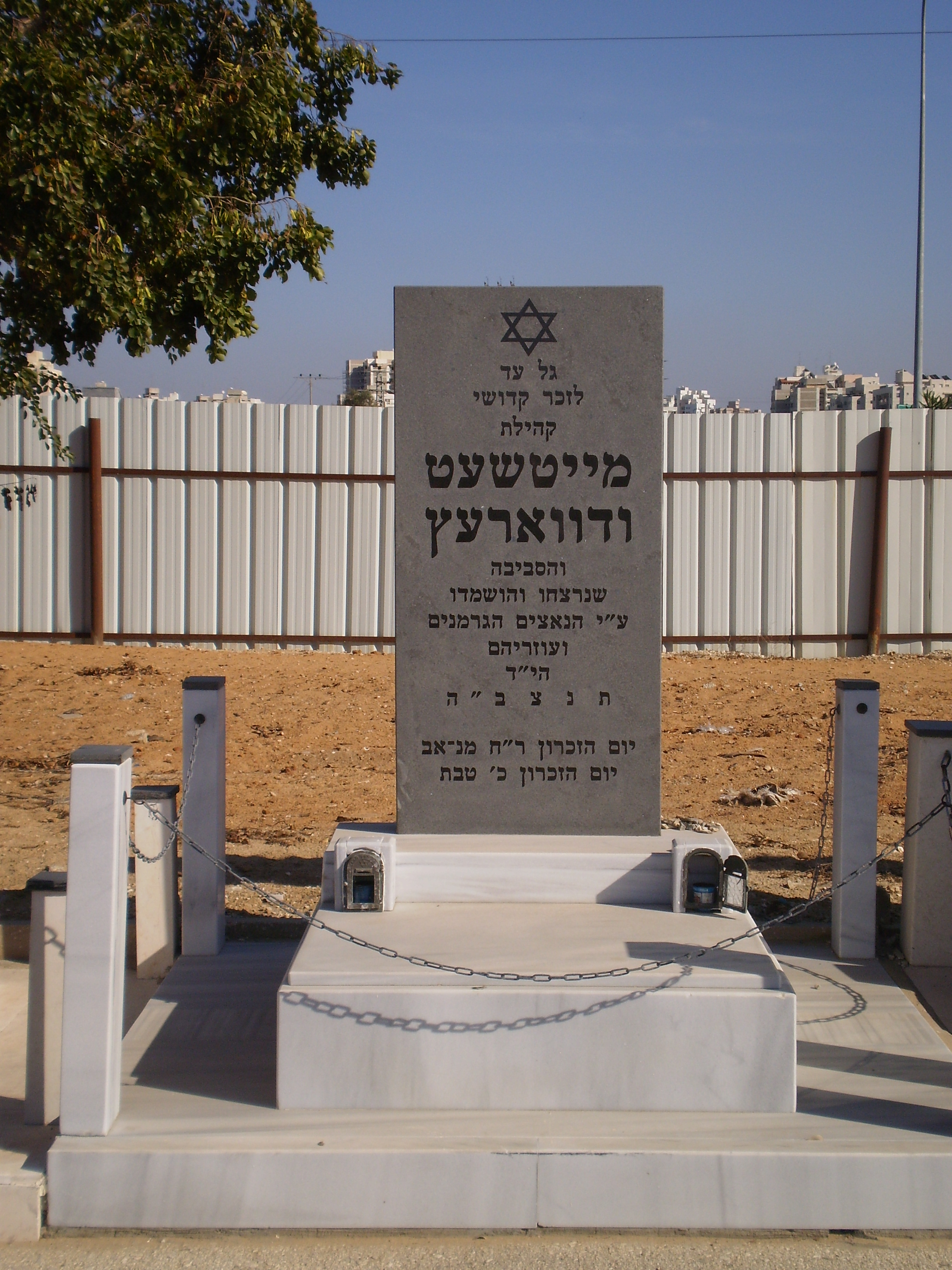
Символический памятник убитым евреям в Молчади и Дворце на мемориальном кладбище в Холоне

Для осуществления политики геноцида и проведения карательных операций сразу вслед за войсками в район прибыли карательные подразделения войск СС, айнзатцгруппы, зондеркоманды, тайная полевая полиция (ГФП), полиция безопасности и СД, жандармерия и гестапо.
Одновременно с оккупацией нацисты и их приспешники начали поголовное уничтожение евреев. «Акции» (таким эвфемизмом гитлеровцы называли организованные ими массовые убийства) повторялись множество раз во многих местах. В тех населённых пунктах, где евреев убили не сразу, их содержали в условиях гетто вплоть до полного уничтожения, используя на тяжёлых и грязных принудительных работах, от чего многие узники умерли от непосильных нагрузок в условиях постоянного голода и отсутствия медицинской помощи.
За время оккупации практически все евреи Дятловского района были убиты, а немногие спасшиеся в большинстве воевали впоследствии в партизанских отрядах.

## Гетто
Оккупационные власти под страхом смерти запретили евреям снимать желтые латы или шестиконечные звезды (опознавательные знаки на верхней одежде), выходить из гетто без специального разрешения, менять место проживания и квартиру внутри гетто, ходить по тротуарам, пользоваться общественным транспортом, находиться на территории парков и общественных мест, посещать школы.
Немцы, реализуя нацистскую программу уничтожения евреев, создали на территории района 4 гетто.
- В гетто поселка Дворец (весна 1942 — 13 декабря 1942) были убиты около 8000 евреев из многих населённых пунктов.
- В гетто города Дятлово (22 февраля 1942 — 8 августа 1942) были замучены и убиты примерно 3500 евреев.
- В гетто поселка Козловщина (лето 1941 — 24 ноября 1941) были убиты 300 евреев.
- В гетто в посёлке Новоельня (весна 1942 — лето 1943) были убиты 850 евреев.

## Случаи спасения и «Праведники народов мира»
В Дятловском районе 7 человек были удостоены почётного звания «Праведник народов мира» от израильского Мемориального комплекса Катастрофы и героизма еврейского народа «Яд Вашем» «в знак глубочайшей признательности за помощь, оказанную еврейскому народу в годы Второй мировой войны».
- Лавник Иван, Юлия и Сергей — ими были спасены Развазкая Лиза, Бейля и Мира в деревне Хвиневичи[7].
- Петраш Антон, Ева, Бенедикт и Вероника (Вера) — ими были спасены Резник Хана и Цирлина (Резник) Яэль в деревне Александрово[8].

## Память
Памятники убитым нацистами евреям района установлены в Дворце, Дятлово, Козловщине, Новоельне и Котьках.
Опубликованы неполные списки жертв геноцида евреев в Дятловском районе.